# Herb Drawna
Herb Drawna – jeden z symboli miasta Drawno i gminy Drawno w postaci herbu.

## Wygląd i symbolika
Herb przedstawia na tarczy dwudzielnej w słup w polu prawym żółtym połowę czarnego zębatego koła, w polu lewym błękitnym srebrnego żurawia ze złotym dziobem i nogami zwróconego w prawo (heraldycznie), trzymającego w szponach uniesionej prawej nogi srebrny kamień.
Koło zębate nawiązuje do herbu rodziny von Wedel. Żuraw i kolor błękitny nawiązują do miejscowej rzeki Drawy.

## Historia
Nie zachowała się średniowieczna pieczęć miejska, ale najprawdopodobniej zawierała pół koła z herbu Wedlów i żurawia. Żuraw widnieje także na pieczęci z 1618 roku, która funkcjonowała do około połowy wieku XVII oraz na panoramie miasta wykonanej na początku XVII wieku. Na pieczęci z 1669 widnieje Łabędź, który pojawił się także w atlasie Gundlinga z 1724 roku. W powojennej literaturze pojawił się nawet bocian z czarnym wężem w dziobie.